# Panagiótis Bállas
Panagiótis Bállas (grec moderne : Παναγιώτης Μπάλλας), né le 6 septembre 1993 à Karditsa, est un footballeur grec qui évolue au poste de milieu défensif à l'Atromitos FC.

## Palmarès

### En équipe nationale
- Équipe de Grèce des moins de 19 ans
  - Finaliste du Championnat d'Europe de football des moins de 19 ans en 2012